# اوون تیگ
اوون تیگ (به انگلیسی: Owen Teague) (زادهٔ ۸ دسامبر ۱۹۹۸) بازیگر اهل ایالات متحده آمریکا است. او در تامپا، فلوریدا به دنیا آمد و بزرگ شد.
در سال ۲۰۲۰، او در نقش هارولد لادر در مینی‌سریال، ایستادگی انتخاب شد. و در فیلم‌های سلول (۲۰۱۶)، ماری (۲۰۱۹)، من تو را می‌بینم (۲۰۱۹)، وارث افعی (۲۰۱۹)، داستان مونتانا (۲۰۲۱)، به لزلی (۲۰۲۲)، تو به احساسات من صدمه زدی (۲۰۲۳) و پادشاهی سیاره میمون‌ها (۲۰۲۴) ایفای نقش کرده‌است.

## اوایل زندگی
تیگ در تمپا، فلوریدا به دنیا آمد و بزرگ شد. پدر و مادرش هر دو نوازنده بودند و او تا ۱۵ سالگی ویولن می‌نواخت. تیگ از سنین جوانی به بازیگری علاقه‌مند بود و در چهار سالگی صحنه‌هایی از دیو و دلبر را با حیوانات عروسکی اجرا می‌کرد و پس از آن در تئاترهای کوچک ظاهر می‌شد.